# Municipio III (Bari)
Il Municipio 3 è un municipio di Bari, comprendente la porzione urbana del territorio a ovest del centro cittadino.

## Geografia fisica

### Territorio
Il municipio comprende i quartieri di Marconi - San Girolamo - Fesca, San Paolo e Stanic e Villaggio del Lavoratore.

### Confini
Il territorio del Municipio 3 corrisponde a quello della ex II Circoscrizione e parte della ex VIII Circoscrizione (escluso il quartiere Libertà (Bari) incorporata nel I municipio), i cui confini sono i seguenti:
- costa marittima dal confine con il Municipio n. 1 (foce lama Balice) al punto di incontro con il raccordo ferroviario Bari-Porto all'altezza del prolungamento di via Brigata Regina;
- corso torrente lama Balice (confine con il Municipio n. 1);
- confine comunale con Modugno;
- strada complanare - svincolo A14;
- tratto di circonvallazione fino all'altezza della linea ferroviaria Appulo-Lucana;
- linea ferroviaria Appulo-Lucana, fino alla strada Santa Caterina;
- linea ideale da strada Santa Caterina a strada San Giorgio Martire;
- linea ferroviaria F.S. da strada San Giorgio Martire a raccordo ferroviario Bari-Porto;
- raccordo ferroviario Bari-Porto da linea ferroviaria F.S. al punto di incontro con il prolungamento di Via Brigata Regina.

## Presidenti
| Presidente del Municipio | Coalizione      | Partito      | Data di elezione          | Voti ottenuti | %voti  |
| ------------------------ | --------------- | ------------ | ------------------------- | ------------- | ------ |
| Massimiliano Spizzico    | Centro-sinistra | PD           | 8 giugno 2014 (II turno)  | 6.984         | 61,19% |
| Nicola Schingaro         | Centro-sinistra | PD           | 26 maggio 2019 (I turno)  | 15.164        | 60,87% |
| Luisa Verdoscia          | Centro-sinistra | Indipendente | 24 giugno 2014 (II turno) | 7.511         | 62,99% |

## Infrastrutture e trasporti
- Ferrovia Bari-San Paolo
- AMTAB